# Borja (Gebirge)
Borja (kyrillisch: Борја) ist der Name eines zu den Ausläufern des Dinarischen Gebirges zählenden Höhenzuges in Bosnien und Herzegowina sowie einer gleichnamigen Ortschaft der hier gelegenen Stadt Teslić.
Das Gebirge reicht bis auf 1077 m Höhe und ist mit Mischwald bedeckt.
Das Borja-Gebirge ist durch seine dichte Bewaldung ein beliebtes Jagdgebiet. Skigebiete machen das Gebirge zu einem Ziel für Wintersportler. Die Wirtschaft wird durch die Holzindustrie bestimmt, deren Hauptunternehmen AD Borja in Teslić ist.

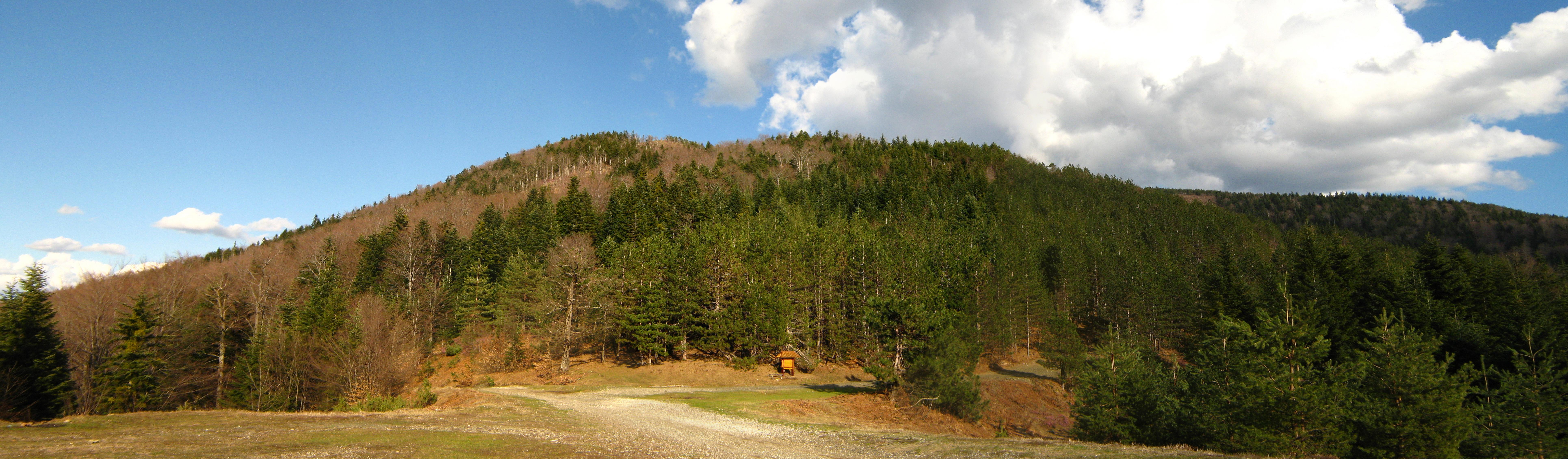
Borja

Koordinaten: 44° 35′ N, 17° 36′ O